# Afrikaans kampioenschap hockey mannen 1989
De derde editie van het Afrikaans kampioenschap hockey voor mannen werd in 1989 gehouden in het Malawische Blantyre. Het toernooi met 5 deelnemers werd gehouden in augustus. Egypte verdedigde met succes de titel.

## Eindrangschikking
| Rang   | Land     |
| ------ | -------- |
| Goud   | Egypte   |
| Zilver | Kenia    |
| Brons  | Malawi   |
| 4      | Zimbabwe |
| 5      | Zambia   |

Mannen:
Caïro 1974 ·
Caïro 1983 ·
Blantyre 1989 ·
Nairobi 1993 ·
Pretoria 1996 ·
Bulawayo 2000 ·
Pretoria 2005 ·
Accra 2009 ·
Nairobi 2013 ·
Ismaïlia 2017 ·
Accra 2022

Vrouwen:
Harare 1990 ·
Pretoria 1994 ·
Harare 1998 ·
Pretoria 2005 ·
Accra 2009 ·
Nairobi 2013 ·
Ismaïlia 2017 ·
Accra 2022